# Processorsockel

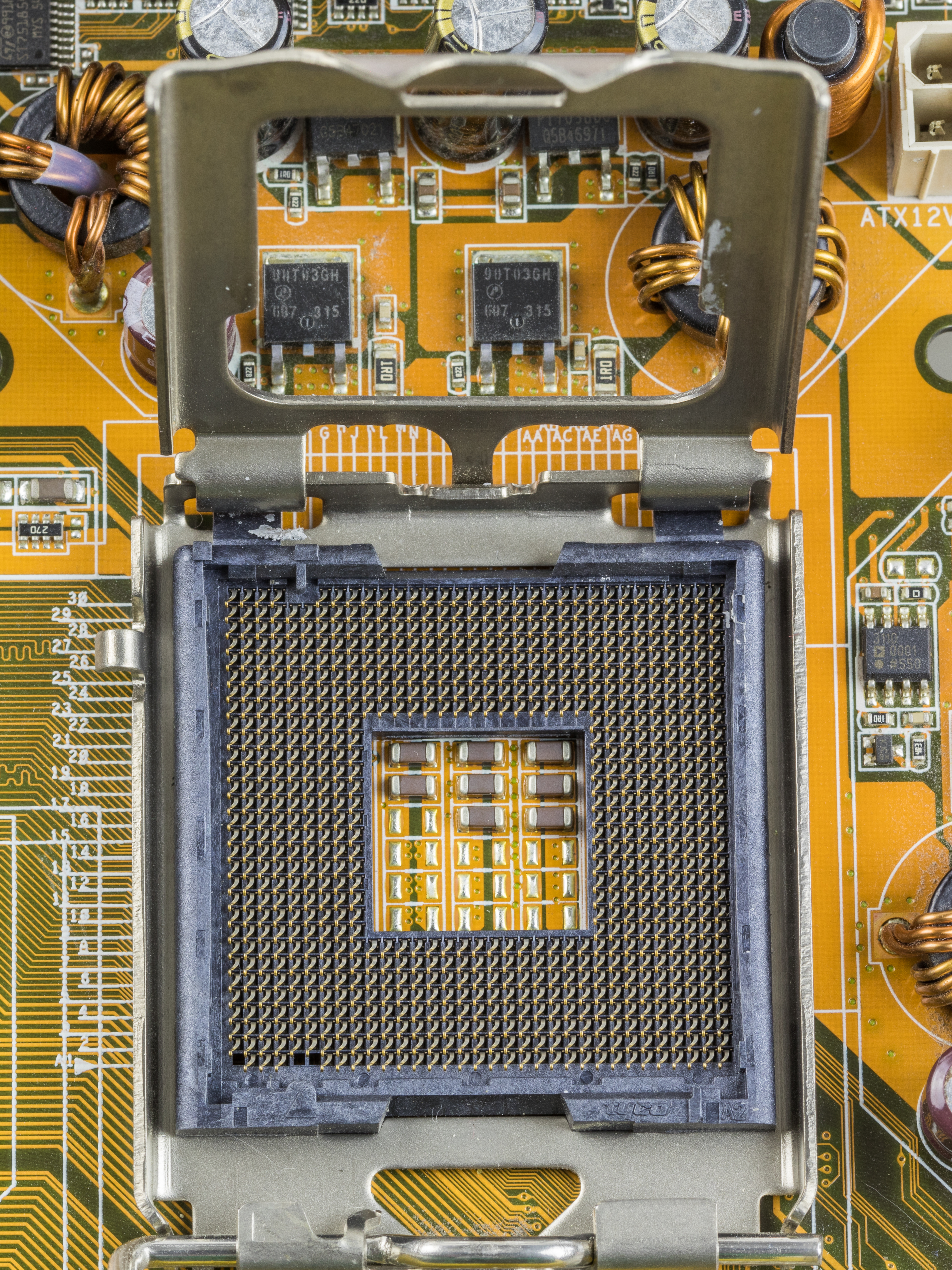
LGA 775, en LGA sockel från Intel.

En Processorsockel är en mekanisk komponent som tillhandahåller en mekanisk och elektrisk anslutning mellan en mikroprocessor och ett mönsterkort. Detta tillåter installationen och ersättningen av processorer utan lödning.  

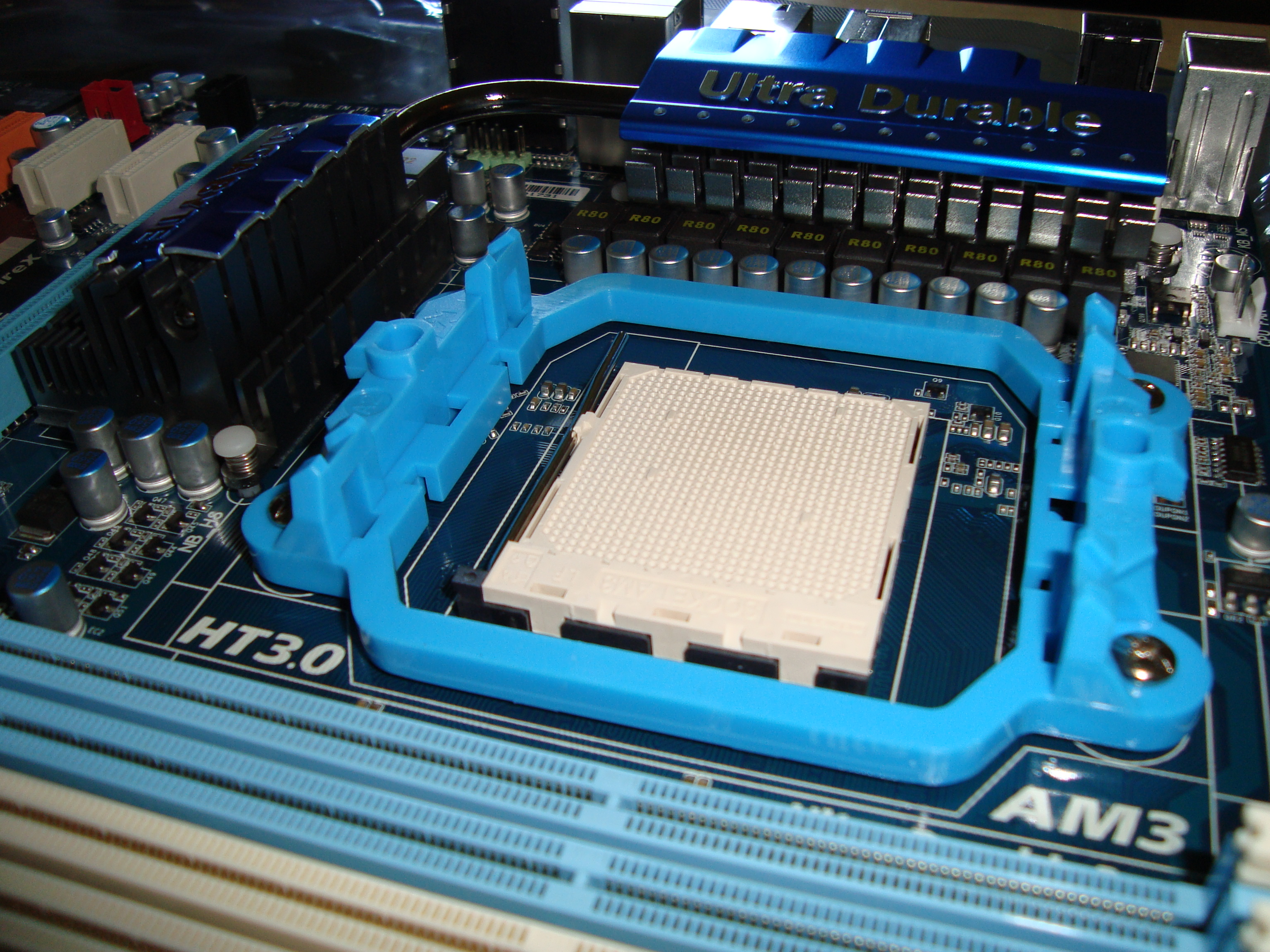
AM3, en PGA sockel från AMD.

De vanligaste sorters processorsocklar för stationära datorer är Pin Grid Array och LGA (Land Grid Array). För bärbara datorer används ofta BGA (Ball Grid Array) socklar, där det extra utrymme som krävs för en processorsockel ofta inte finns.  